# Carl Rahl
Carl Rahl, conosciuto anche come Karl Rahl, (Vienna, 13 agosto 1812 – Vienna, 9 luglio 1865), è stato un pittore austriaco considerato il precursore di Hans Makart. Aprì una scuola d'arte privata che raggiunse un notevole successo, soprattutto per la realizzazione di dipinti monumentali di carattere storico-allegorico. I suoi dipinti sono fortemente influenzati dalla pittura rinascimentale e barocca italiana.

## Biografia
Carl Rahl era figlio dell'incisore Carl Heinrich Rahl (1779–1843).
Frequentò l'Accademia di belle arti di Vienna e vinse un premio all'età di 19 anni. Compì quindi una serie di viaggi studio a Monaco, Stoccarda, in Ungheria e nel 1836 raggiunse l'Italia dove, per avvicinarsi alla scuola d'arte veneziana e romana, rimase fino al 1843. 
Nel 1836 realizza die Auffindung von Manfreds Leiche (Il ritrovamento del corpo di Manfredi). Il suo stile venne fortemente influenzato dal suo lungo soggiorno italiano, soprattutto in merito all'uso del colore e della prospettiva. 

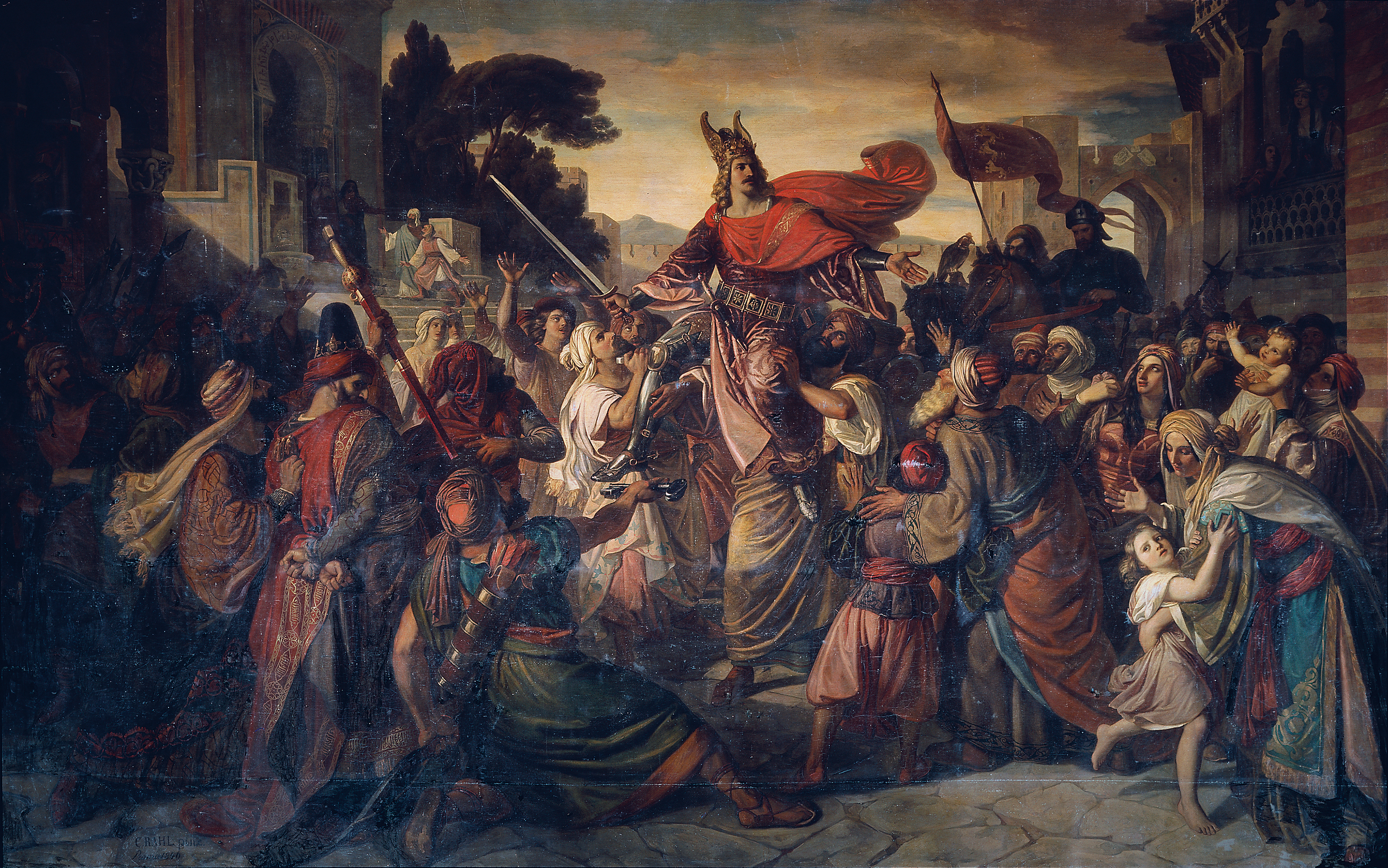
L'ingresso di Manfredi a Luceria, 1846, Österreichische Galerie Belvedere

Tornato a Vienna, rimase qui per due anni prima di iniziare un periodo di cinque anni di vita itinerante, durante il quale viaggiò tra l'Holstein, Parigi, Copenaghen, Roma e Monaco di Baviera e si procurò da vivere realizzando ritratti. In questo periodo dipinse le opere Manfreds Einzug in Luceria (L'ingresso di Manfredi a Luceria, 1846) e Die Christenverfolgung in den Katakomben (La persecuzione dei cristiani nelle catacombe. 1844).
Nel 1849, Anselm Feuerbach entrò nell'atelier di Carl Rahl a Monaco di Baviera. 
Nel 1850 divenne professore all'Accademia di belle arti di Vienna. Tuttavia, per ragioni politiche, si dovette dimettere dall'incarico. Aprì allora una scuola d'arte privata che raggiunse subito un notevole successo, soprattutto per la realizzazione di dipinti monumentali di carattere storico-allegorico.
Con il nome di Simon Sina, egli decorò la facciata e il vestibolo della chiesa greco-ortodossa della Santa Trinità di Vienna e il palazzo del barone Simon Sina. Decorò poi la Heinrichshof con le personificazioni delle arti, della pace e della cultura e il Palazzo Todesco con delle rappresentazioni del mito di Parigi.
Nel 1864, assieme ai suoi allievi Christian Griepenkerl ed Eduard Bitterlich, affrescò il Museo di Storia Militare di Vienna. L'architetto Theophil Hansen lo aveva incaricato di dipingere la Gran Sala, ma l'imperatore Francesco Giuseppe concesse il contratto a Karl von Blaas.